# Allersdorf (Großbreitenbach)
Allersdorf ist ein Ortsteil der Landgemeinde Stadt Großbreitenbach im Ilm-Kreis (Thüringen) mit etwa 150 Einwohnern.

## Geografie
Allersdorf liegt in etwa 600 Meter Höhe auf einer Hochfläche im Thüringer Schiefergebirge. Östlich des Ortes schneidet sich das Schwarzatal tief in die Felsen ein, westlich von Allersdorf erhebt sich der 808 Meter hohe Lange Berg. Am südlichen Ortsrand liegt der 631 Meter hohe Hasenberg. Die Hochfläche um den Ort ist unbewaldet, während die tiefen Taleinschnitte der Umgebung meist von Fichten- und Ahornbeständen bewachsen sind. Der Ort liegt am Finkenbachtal, welches östlich zur Schwarza führt.

## Geschichte
Allersdorf wurde 1370 als Albrechtisdorf erstmals erwähnt. Der Ort zählte einst zur
Oberherrschaft der Grafschaft Schwarzburg-Rudolstadt und deren Amt Königsee. Auch das Kloster Mellenbach hatte bis zur Reformation Lehensbesitz am Ort. Im Dreißigjährigen Krieg wurde der Ort vermutlich zerstört und am Nordhang des Hasenbergs neu gegründet. Im Jahre 1863 vernichtete ein schwerer Brand elf Wohnhäuser und sieben Scheunen. 1922 kam Allersdorf zum Kreis Rudolstadt, 1952 zum Kreis Ilmenau. Seit 1994 gehört er zum Ilm-Kreis, jedoch verläuft die Grenze zum Landkreis Saalfeld-Rudolstadt etwa 200 Meter nördlich von Allersdorf, das am 1. Mai 1974 nach Herschdorf eingemeindet wurde. Am 1. Januar 2019 wurde Allersdorf mit Bildung der Landgemeinde Stadt Großbreitenbach ein Ortsteil dieser Landgemeinde.
Historisch wichtige Wirtschaftszweige waren neben Viehzucht die Kohle- und Pechgewinnung, später auch die Verarbeitung von Kräutern und die Leinenweberei. Nach 1945 war insbesondere noch die Viehzucht bedeutend in Allersdorf, außerdem auch die Spielzeugherstellung. Nach dem Bau einer Bungalowsiedlung 1963 wurde Allersdorf 1965 Ferienort. Das nahe FDGB-Ferienheim Bad Finkenmühle war eines der ersten FDGB-Heime in der DDR.

## Politik
Ortschaftsbürgermeister ist seit den Kommunalwahlen in Thüringen am 26. Mai 2019 Gerd Siegmund (parteilos). Er bildet zusammen mit vier weiteren Mitgliedern den Ortschaftsrat.

## Wirtschaft und Verkehr
Die Einwohner des Ortes lebten jahrhundertelang von der Schafzucht und der damit verbundenen Weberei sowie von der Köhlerei. Zu Beginn des 20. Jahrhunderts kam der Tourismus als Wirtschaftszweig hinzu. Heute arbeiten die meisten Einwohner außerhalb von Allersdorf. Im Ort befindet sich eine große Ferienhaussiedlung, in der alljährlich zahlreiche Menschen ihren Urlaub verbringen.
Allersdorf liegt an der Straße von Herschdorf nach Mellenbach-Glasbach im Schwarzatal.

### Bus
| Linie | Betreiber | Linienverlauf                                                                           |
| ----- | --------- | --------------------------------------------------------------------------------------- |
| 331   | KomBus    | Königsee Bahnhofstr. – Allersdorf Abzweig – Herschdorf/IL – Mellenbach Verkehrszentrale |

## Bad Finkenmühle
Bad Finkenmühle war ein Kurhotel im Finkenbachtal nahe dem Ort. Es wurde 1905 eröffnet und war das erste FKK-Bad Thüringens. In der DDR-Zeit wurde der Gebäudekomplex als FDGB-Erholungsheim genutzt. Seit 1990 steht es leer. 2015 wurde alle Gebäude bis auf ein Haus abgerissen.